# Polina Nediałkowa
Polina Nediałkowa (bułg. Полина Недялкова; ur. 8 grudnia 1914 w Sofii, zm. 5 stycznia 2001 w Sofii) – bułgarska komunistka i generał major Bułgarskiej Armii Ludowej.

## Życiorys
Była córką działacza komunistycznego Antona Nediałkowa i Cwietany. W 1923 jej ojciec został aresztowany za udział w powstaniu komunistycznym, w 1924 skazany na karę śmierci, ostatecznie zmuszony do wyjazdu do Turcji, gdzie rok później przeniosła się cała jego rodzina. Polina ukończyła tam szkołę, a następnie przeniosła się do Związku Radzieckiego. Od 1926 jej ojciec pracował w bułgarskiej sekcji Kominternu, a Polina uczyła się w jednej ze szkół moskiewskich.
Z początkiem lat 30. nauczyła się prowadzić samochód. W 1932 rozpoczęła naukę w Wyższej Szkole Wojskowej w Moskwie, gdzie rozwijała swoje zainteresowania w zakresie motoryzacji. Szkołę ukończyła w 1936 i zgłosiła się na ochotnika do walki po stronie Republiki Hiszpańskiej w wojnie domowej. Do Hiszpanii dotarła w grudniu 1936 jako Polina Wołodina i przyłączyła się do oddziału bułgarskich komunistów w Walencji. Z uwagi na swoje umiejętności trafiła do sztabu brygady pancernej w Alcalá de Henares i objęła stanowisko zastępcy dowódcy ds. technicznych. Wzięła udział w bitwie pod Guadalajarą, gdzie pod ogniem nieprzyjaciela ewakuowała osiem czołgów, zdobytych wcześniej na oddziałach włoskich.
Powróciła do Moskwy w 1937, gdzie otrzymała Order Czerwonego Sztandaru i rozpoczęła służbę w wydziale broni pancernej ministerstwa obrony ZSRR. Po wybuchu wojny radziecko-niemieckiej w 1941 zajęła się ewakuacją z Moskwy dokumentacji ministerstwa obrony. Po rozpoczęciu dostaw amerykańskich w ramach Lend-Lease, Nediałkowa zajęła się tłumaczeniem instrukcji obsługi sprzętu wojskowego na język rosyjski. Od 1943 pracowała jako inżynier w zakładach Dinamo w Moskwie, zajmujących się remontem czołgów T-34, skąd w 1944 trafiła do oddziału remontowego 2 Frontu Ukraińskiego. Koniec wojny zastał ją w Budapeszcie.
Po zakończeniu wojny spotkała się w Moskwie z Georgi Dimitrowem, który polecił jej wyjechać do Bułgarii, gdzie miała zająć się tworzeniem oddziałów pancernych Ludowej Armii Bułgarii, a także szkoleniem w zakresie obsługi sprzętu radzieckiego. W Bułgarii w stopniu pułkownika pełniła funkcję zastępcy wydziału w ministerstwie obrony Bułgarii, a następnie kierowniczki wydziału broni pancernej. W 1967 objęła funkcję redaktora naczelnego pisma Technika Wojskowa (Военна техника). W 1974 otrzymała awans na stopień generała-majora, jako pierwsza kobieta w historii armii bułgarskiej.
Była mężatką, miała córkę Cwetanę. Zmarła w 2001 w Sofii. Została odznaczona Orderem Georgi Dimitrowa, francuską Legią Honorową i rosyjskim Orderem Wielkiego Zwycięstwa.